# 埃文斯 (喬治亞州)
埃文斯（英語：Evans）是位於美國喬治亞州哥倫比亞縣的一個人口普查指定地區。

## 地理
埃文斯的座標為33°32′15″N 82°07′40″W / 33.53750°N 82.12778°W，而該地最高點為海拔高度127米（即417英尺）。

## 人口
根據2010年美國人口普查的數據，埃文斯的面積為68.80平方千米，當中陸地面積為65.40平方千米，而水域面積為3.40平方千米。當地共有人口29011人，而人口密度為每平方千米421人。